# Dame mit Papagei am Fenster
Dame mit Papagei am Fenster (teilweise auch als nur „Dame am Fenster“ oder „Dame mit Papagei“ benannt) ist ein Gemälde des deutsch-nordniederländischen Malers Caspar Netscher (1639–1684). Das Werk ist datiert auf das Jahr 1666. Das Gemälde misst 46 × 37 cm und ist mit Ölfarben auf Leinwand gemalt und befindet sich seit 2016 in der National Gallery of Art in Washington.

## Beschreibung
Das Bild zeigt eine junge Frau an einem Fenster. Sie trägt auf dem Zeigefinger ihrer rechten Hand einen Graupapagei und füttert ihn mit ihrer linken Hand. Ihr Blick hat sich vom Papagei abgewendet und dem potentiellen Betrachter des Gemäldes, diesseits des Fensters zugewendet. Ein runder Vogelkäfig steht auf der linken Seite des Fenstersimses. Über der rechten Seite des Fenstersimses liegt ein Teppich. Im Hintergrund der rechten Hälfte steht ein junger Hausangestellter, der mit beiden Händen ein rundes Tablett trägt.

## Geschichte

### Provenienz
Ursprünglich gehörte das Gemälde aus dem 17. Jahrhundert der Alten Pinakothek in München. Vermutlich Ende der 1930er Jahre wurde es von den Nazis beschlagnahmt, um Devisen zu beschaffen. Die Kunsthandlung Julius Böhler erhielt das Gemälde und verkaufte es 1938 an einen niederländischen Kunsthändler weiter. Das jüdische Sammler-Ehepaar Hugo und Elisabeth Jacoba Andriesse in Belgien erwarb das Gemälde.
Die Sammlung Andriesse mit dem Gemälde „Dame mit Papagei am Fenster“ wurde 1939 im Bunker des Königlichen Museums in Brüssel eingelagert. Sie flohen 1940 über Portugal in die Vereinigten Staaten, als die deutsche Wehrmacht in Belgien einmarschierte. Hugo Andriesse starb 1942 in den Vereinigten Staaten, seine Ehefrau war alleinige Erbin und verstarb 1963.
1942 wurde die Sammlung und damit das Gemälde ein zweites Mal von den Nazis beschlagnahmt, verantwortlich war der Einsatzstab Rosenberg. Aus der „Liste der für die Sammlung des Reichsmarschalls Hermann Göring abgegebenen Kunstgegenstände“ von 1942 geht hervor, dass das Gemälde am 14. März 1942 beim Sonderstab Bildende Kunst, Arbeitsgruppe Louvre in Paris eingegangen ist.
Nach dem Weltkrieg gelangte das Werk nach Köln zur Kunsthändlerin Änne Abels. Der Barmer Unternehmer, Sammler und frühere Präsident der Bergischen Industrie- und Handelskammer Wuppertal-Remscheid und Vorsitzender des Kunst- und Museumsverein Wuppertal Rudolf Ziersch (1867–1962) erwarb das Gemälde 1950 von Abels. Ziersch schenkte das Gemälde 1950 anlässlich des fünfzigjährigen Bestehens dem Städtischen Museum Wuppertal (heute unter dem Namen Von der Heydt-Museum).

### Restitution
Die Erbengemeinschaft Elisabeth Andriesse, es handelt sich um eine wohltätige Vereinigung in den Vereinigten Staaten, hat mit einem Antrag Anfang 2013 um die Restitution des Werkes gebeten. Die Restitution, also die Rückgabe des Werkes, sollte dann erfolgen. Hierzu hatte der Rat der Stadt Wuppertal am 24. Februar 2014 noch formell über den Beschluss abgestimmt. Eine Antwort des Wiedergutmachungsamtes, ob bereits Entschädigungszahlungen erfolgten, stand Ende Januar 2014 noch aus, die grundsätzliche Herausgabe erfolgte vorbehaltlich dieser Antwort. Weitere Einzelheiten der Restitution wurden auf der Verwaltungsebene geklärt.
Für das Von der Heydt-Museum, so sein Leiter Gerhard Finckh, sei die Rückgabe an die Erben selbstverständlich. Dennoch äußerte Finckh: „Eigentlich gehört das Bild aber der Alten Pinakothek.“ Die Prüfung des Werkes sei aber komplizierter gewesen, weil es von dem Bild sieben Fassungen gebe. Eine Nummer auf der Rückseite habe aber auf die Alte Pinakothek verwiesen.

### Ankauf der National Gallery of Art
Im Mai 2014 wurde bekannt, dass die Erbengemeinschaft das Gemälde zugunsten wohltätiger Zwecke bei Christie’s in New York versteigern lassen möchte. Vor allem für ein Krebszentrum soll das Geld verwendet werden. Christie’s erhoffte sich, für das Werk von Caspar Netscher drei Millionen Dollar (umgerechnet rund 2,2 Millionen Euro) zu erzielen. Letztendlich wechselte das Gemälde für fünf Millionen Dollar im Oktober 2016 den Besitzer und ging an die National Gallery in Washington.